# Potamanaxas
Potamanaxas är ett släkte av fjärilar. Potamanaxas ingår i familjen tjockhuvuden.

## Bildgalleri

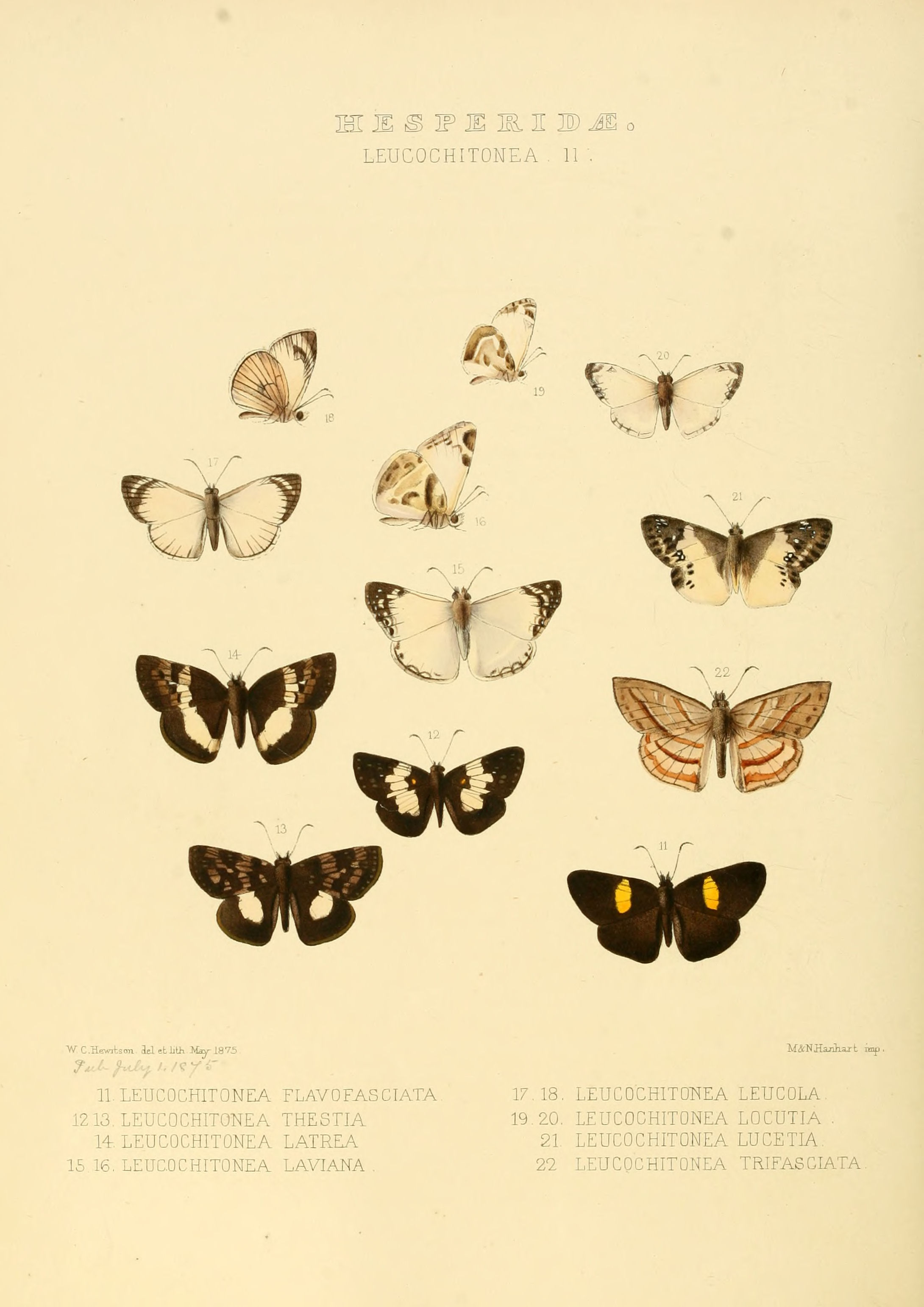
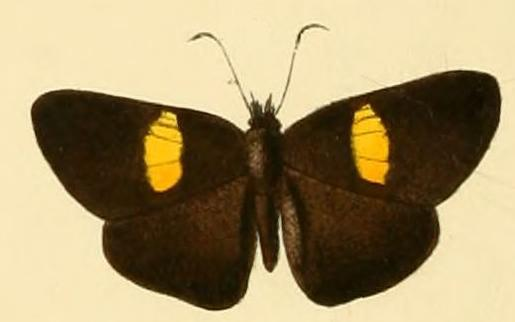
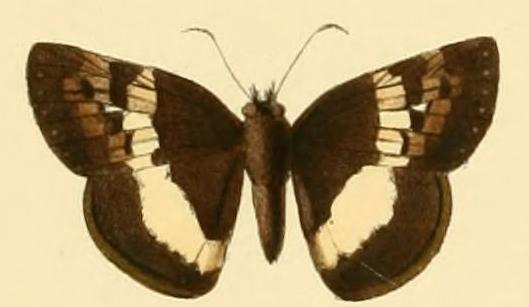
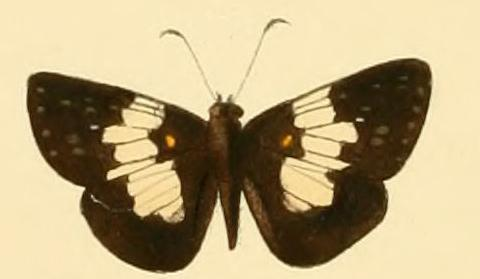
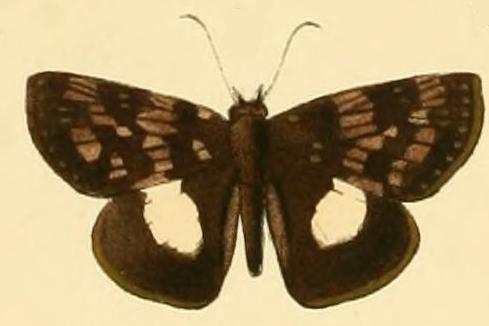

## Dottertaxa tillPotamanaxas, i alfabetisk ordning[1]
- Potamanaxas andraemon
- Potamanaxas bana
- Potamanaxas caliadne
- Potamanaxas confusa
- Potamanaxas cosna
- Potamanaxas cranda
- Potamanaxas effusa
- Potamanaxas fassli
- Potamanaxas flavofasciata
- Potamanaxas forum
- Potamanaxas frenda
- Potamanaxas fuma
- Potamanaxas fumida
- Potamanaxas hirta
- Potamanaxas insulsus
- Potamanaxas laoma
- Potamanaxas latrea
- Potamanaxas melicertes
- Potamanaxas pammenes
- Potamanaxas pantra
- Potamanaxas paphos
- Potamanaxas paralus
- Potamanaxas perornatus
- Potamanaxas pisates
- Potamanaxas quira
- Potamanaxas thestia
- Potamanaxas thoria
- Potamanaxas trex
- Potamanaxas trigga
- Potamanaxas tunga
- Potamanaxas tusca
- Potamanaxas tyndarus
- Potamanaxas violacea
- Potamanaxas xantholeuce